# Paul Bedjan
Paul Bedjan (ur. 27 listopada 1838, zm. 9 czerwca 1920) – niemiecki orientalista zajmujący się syrologią.

## Życiorys
Był misjonarzem-lazarystą w Persji (1861-1880), później aż do śmierci mieszkał w Kolonii. Zasłużył się jako wydawca ok. 40 dzieł staro i nowosyryjskich.

## Wybrane publikacje
- Breviarium Chaldaicum, t. 1-3, (1886–1887).
- Histoire de Mar Jab-Alaha, Patriarche, (1888).
- Nomocanon Gregorii Barhebraei, (1898).
- Ethicon, seu Moralia Gregorii Barhebraei, (1898).
- S.Martyrii qui et Sahdona quae supersunt omnia, Paris: O. Harrassowitz 1902.
- Homiliae selectae Mar Iacobi Sarugensis, t. 1-5, (1905–1910).
- Nestorius, Le livre d'Héraclide de Damas, (1910).